# Екто
Екто (фр. Ecquetot) насеље је и општина у северној Француској у региону Горња Нормандија, у департману Ер која припада префектури Евре.
По подацима из 2011. године у општини је живело 362 становника, а густина насељености је износила 63,07 становника/km². Општина се простире на површини од 5,74 km². Налази се на средњој надморској висини од 157 метара (максималној 153 m, а минималној 133 m).

## Демографија
| 1962. | 1968. | 1975. | 1982. | 1990. | 1999. | 2011. |
| ----- | ----- | ----- | ----- | ----- | ----- | ----- |
| 141   | 158   | 151   | 215   | 272   | 306   | 362   |

График промене броја становника у току последњих година